# Melbourne Summer Set
O Melbourne Summer Set foi um conjunto de dois torneios de tênis simultâneos entre 4 e 9 de janeiro de 2022, organizados pela Tennis Australia no Melbourne Park em Melbourne, Austrália. Esses dois eventos simultâneos vieram em resposta ao cancelamento de vários torneios de aquecimento normalmente agendados antes do Australian Open, incluindo o Brisbane International, o Hobart International, o ATP Auckland Open e o WTA Auckland Open, devido à pandemia de COVID-19 então em andamento.

## A série consistiu em:

### 2022 Melbourne Summer Set 1
Um torneio ATP 250 e um WTA 250
No qual Rafael Nadal conquistou o título individual masculino, seu 89º título ATP na carreira e o primeiro na Austrália desde 2009, e Simona Halep ganhou o título individual feminino, seu 23º título WTA na carreira e o primeiro título na Austrália.
Resultados
Simples masculino
*  Rafael Nadal venceu  Maxime Cressy 7–6(8–6), 6–3
Simples feminina
*  Simona Halep venceu  Veronika Kudermetova 6–2, 6–3
Duplas masculinas
*  Wesley Koolhof /  Neal Skupski venceram  Aleksandr Nedovyesov /  Aisam-ul-Haq Qureshi 6–4, 6–4
Duplas femininas
*  Asia Muhammad /  Jessica Pegula venceram  Sara Errani /  Jasmine Paolini 6–3, 6–1

### 2022 Melbourne Summer Set 2
Apenas um torneio WTA 250
No qual Amanda Anisimova conquistou o título individual feminino, seu segundo título no WTA Tour na carreira. Bernarda Pera e Kateřina Siniaková conquistaram o título de duplas feminino; com a vitória, Pera conquistou seu primeiro título WTA na carreira.
Resultados
Simples
*  Amanda Anisimova venceu  Aliaksandra Sasnovich 7–5, 1–6, 6–4
Duplas
*  Bernarda Pera /  Kateřina Siniaková venceram  Tereza Martincová /  Mayar Sherif 6–2, 6–7(7–9), [10–5]